# Ranuzio Anguissola Scotti
Ranuzio Anguissola Scotti (Piacenza, 1808 – Piacenza, 1881 o 1896) è stato un politico italiano, deputato del Regno di Sardegna.

## Biografia
Dal 1848 membro del consiglio civico di Piacenza, nel 1859 fece parte dei delegati inviati a Vittorio Emanuele II per chiedere l'annessione del Ducato di Parma e Piacenza.
È stato quindi deputato del Regno di Sardegna nel 1860.
Morì a Piacenza nel 1881 (o forse nel 1896).